# روبرت جاي ماركس الثاني
روبرت جاي ماركس الثاني (بالإنجليزية: Robert J. Marks II)‏ هو مهندس أمريكي، ولد في 25 أغسطس 1950 في فيرجينيا الغربية في الولايات المتحدة.